# بوريون
البوريون: سلالة تركية حكمت في دمشق سنوات (1103-1154 م).
مؤسس السلالة ظاهر الدين طغتكين (1103-1128 م) كان من المماليك، ثم أصبح من جنود السلاجقة في الشام. عين سنة 1095 م أتابكا (قائدا) على الشام من قبل الأمير السلجوقي «دقاق بن تتش». منذ 1103 م أصبح حكم دمشق وراثيا في أبناءه. استطاع أربعة من أبناءه الاحتفاظ بموقعهم رغم الظروف الصعبة. دام الوضع حتى سنة 1145 م تاريخ خلع الزنكيين لآخر الأمراء البوريين مجير الدين أبق (1134-1154 م).

## تعاونهم مع الباطنية
عندما انتقل داعية الباطنية المدعو بهرام إلى دمشق من حلب دعا إلى مذهب الإسماعيلية وأظهر شخصيته، وأعانه على ذلك وزير طغتكين «أبو طاهر المزدقاني» فعظم شره، فخاف من أهل دمشق وطلب من طغتكين حصنا يأوي إليه هو وأتباعه، فأشار عليه المزدقاني بتسليمه قلعة بانياس غربي دمشق. فاستلمها وجمع فيها أصحابه، فعطم شره في البلاد، فأفاق طغتكين على ذلك ولكن توفي قبل أن يعمل شيئا، وعندما خلفه ابنه تاج الملك بوري على حكم دمشق أفرط المزدقاني في حماية الباطنية، فعرض على الصليبيين تسليمهم دمشق مقابل إعطائه هو والباطنيين مدينة صور بدلا عنها، وحدد أحد أيام الجمع لتنفيذها، حيث يكون المسلمون في المساجد مما يسهل فتح أبواب المدينة للفرنجة بسهولة. ولكن تم كشف المؤامرة قبل موعدها، فقتل السلطان بوري وزيره الخائن وأحرق جثته وعلق رأسه على باب القلعة ونادى بقتل الباطنية، واستمر أهل دمشق يذبحونهم في منتصف رمضان 523 هـ / 1129م حتى قتل منهم ستة آلاف نفس، وعند ذلك استنجد داعيتهم إسماعيل العجمي بالصليبيين ليحموه هو وأصحابه مقابل تسليمه قلعة بانياس لهم.

## قائمة الأمراء
|   | الحاكم                           | الحياة    | الحكم     |
| - | -------------------------------- | --------- | --------- |
| 1 | ظاهر الدين طغتكين                | ....-1128 | 1104-1128 |
| 2 | بوري بن طغتكين                   | ....-.... | 1128-1132 |
| 3 | إسماعيل بن طغتكين                | ....-.... | 1132-1135 |
| 4 | محمود بن طغتكين                  | ....-.... | 1135-1139 |
| 5 | جمال الدين محمد بن طغتكين        | ....-.... | 1139-1140 |
| 6 | مجير الدين آبق بن محمد بن طغتكين | ....-.... | 1140-1154 |

| الاسم           | الاسم الشخصي      | فتره الحكم          |
| --------------- | ----------------- | ------------------- |
| أمیرسیف الاسلام | ظاھر الدین طغتکین | 1104–1128           |
| أمیر            | تاج الملک بوری    | 1128–1132           |
| أمیر            | شمس الملک اسماعیل | 1132–1135           |
| أمیر            | شھاب الدین محمود  | 1135–1139           |
| أمیر            | جمال الدین محمد   | 1139–1140           |
| أمیر            | معین الدین أنر    | 1140–1149 وصي العرش |
| أمیرمجیر الدین  | ابو سعید ابق      | 1140–1154           |

الصف المظلل باللون الأخضر يدل على وصاية معين الدين أنر.
حل الزنكيون محل سلالة البورية.